# Kyle Larson
Kyle Larson (ur. 19 sierpnia 1983 w Seattle) – amerykański wioślarz.

## Osiągnięcia
- Mistrzostwa Świata – Eton 2006 – czwórka ze sternikiem – 4. miejsce[1].
- Mistrzostwa Świata – Monachium 2007 – dwójka bez sternika – 8. miejsce[1].